# AFS Mezikulturní programy
AFS Mezikulturní programy, o.p.s. (zkráceně AFS) je nevládní nezisková dobrovolnická organizace, která se zabývá mezikulturním vzděláváním a organizací středoškolských zahraničních studijních programů.
Jde o partnerskou organizaci mezinárodní organizace AFS Intercultural Programs. AFS Intercultural Programs působila v Česku v letech 1947–1948, v roce 1996 byla založena společnost AFS Česká republika, která se v roce 2015 transformovala na AFS Mezikulturní programy, o.p.s. Mezi lety 1990 a 2017 se s zúčastnilo 1192 českých středoškoláků zahraničního studijního programu AFS a 1324 zahraničních středoškoláků ze sítě AFS studijního pobytu v Česku. V roce 2017 v organizaci aktivně působilo 293 dobrovolníků v rámci 8 regionálních dobrovolnických skupin.
AFS je členem Asociace veřejně prospěšných neziskových organizací, Evropské federace pro mezikulturní vzdělávání (EFIL) a v letech 2015–2018 držitelem certifikátu Spolehlivá veřejně prospěšná organizace.

## Mise AFS
AFS nabízí příležitost v oblasti mezikulturního vzdělávání pro všechny věkové kategorie s cílem pomáhat lidem rozvíjet schopnosti, získávat znalosti a osvojovat si postoje potřebné pro tvořivý a harmonický život v současném multikulturním a stále více propojeném světě.